# Кирцький міст

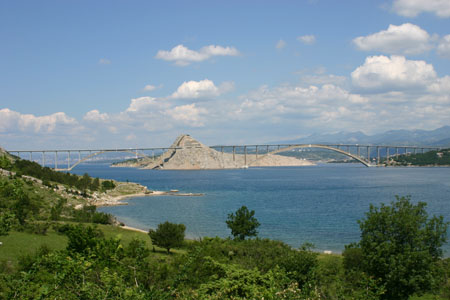
Кирцький міст

Ки́рцький міст (хорв. Krčki most)) — залізобетонний арковий міст, 1430 м у довжину, що з'єднує хорватський острів Кирк з материком. Мостом щорічно проїжджає понад мільйон автомобілів. За довжиною прольоту Кирцький міст є другим у світі серед мостів, арки яких виконані у вигляді дуг з бетону. Цей міст був завершений і відкритий 1980 року і спочатку носив назву Тітів міст (хорв. Titov most), на честь тодішнього президента СФРЮ Йосипа Броз Тіто.

## Будівництво
Міст був спроектований Іллею Строядиновичем у співпраці з Вуканом Нягулєм та Бояном Можином, і побудований в період між 1976 і 1980 роками. Конструктивно міст складається з двох залізобетонних аркових прольотів, які спираються на острів Светі Марко, що лежить між Кирком і материком. Довжина найдовшої арки становить 390 м, на час будівництва це була найдовша бетонна дуга у світі. У 1997 році цей титул перейшов до мосту Ваньсянь.

## Рух
Кирцький міст розташований на відгалуженні від Адріатичної траси, основної дороги вздовж Адріатичного узбережжя. Він пов'язує місто Рієка з аеропортом, який знаходиться на острові Кирк. За перші 20 років свого існування міст перетнуло 27 млн. автомобілів, що більш ніж удвічі перевищує число автомобілів, перевезених поромами з острова і на острів. Зростаючий рівень трафіку змушує замінити міст більшим за пропускною спроможністю, який на початок ХХІ сторіччя знаходиться в стадії планування.